# オーウェン・オタソウィー
- オーウェン・オタソヴィー

オーウェン・オタソウィー（Owen Otasowie, 2001年1月6日 - ）は、アメリカ合衆国・ニューヨーク州ニューヨーク市出身のサッカー選手。アメリカ代表。クラブ・ブルッヘ所属。ポジションはミッドフィールダー。

## クラブ経歴
マサチューセッツ州のサッカーアカデミーから、2017年にウルヴァーハンプトン・ワンダラーズFCと契約。加入後U-18に登録され、 ユースリーグでプレー。2019年にトップチームに昇格するも、2019-20シーズンはベンチ入りのみで終了。2020年12月15日のチェルシーFC戦で、後半開始から起用されプロデビュー。2-1で勝利し、プロデビュー戦を白星で飾った。
2021年8月20日、クラブ・ブルッヘと4年契約を結んだ。

## 代表経歴
2020年11月にパナマ戦、ウェールズ戦に向けてのアメリカ代表に初招集。12日のウェールズ戦で代表デビューを果たした。

## 人物
- 両親はナイジェリア出身で、アメリカ代表の他にナイジェリア代表やイングランド代表でのプレーを選ぶことも出来たと言われている[要出典]。